# بولي ومولي
بولي ومولي (ولدا في عام 1997) هما نعجتانتعتبران أول الثدييات التي تم استنساخها بنجاحٍ من خلية جسدية ناضجة، إلى جانب كونهما في الوقت ذاته، من الحيوانات المعدلة وراثياً. ويجب ألا يتم الخلط بينهما وبين النعجة دولي، وهي أول حيوان تم استنساخه بنجاح من خلية جسدية ناضجة، حيث لم يحدث أي تعديل وراثي في النواة الناضجة المانحة. وعلى غرار النعجة دولي، تم استنساخ بولي ومولي في معهد روزلين في إدنبرة في اسكتلندا.
اعتمد استنساخ بولي ومولي على تجارب النقل النووي الجسدي الذي نتج عنه استنساخ النعجة دولي. إلا أن الاختلاف الأساسي بين استنساخ النعجة دولي واستنساخ بولي ومولي هو أنه في حالة بولي ومولي استخدم العلماء الخلايا التي تم إدخال جين جديد إليها. وكان الجين المحدد عبارة عن بروتين علاجي، لدعم تقنية تأشيب الحمض النووي الريبوزي منقوص الأكسجين (DNA) المندمجة مع الاستنساخ الحيواني. وقد ينتج عن ذلك بروتينات دوائية وعلاجية، على أمل المساعدة في علاج الأمراض البشرية. والبروتين المشار إليه هنا هو عامل تخثر دم الإنسان (IX). ويختلف بولي ومولي عن النعجة دولي أيضًا في نوع الخلية المصدر للنواة التي تم نقلها. ففي حالة النعجة دولي، تم أخذ النواة المنقولة من خلايا غدة ثديية لنعجة عمرها 6 أعوام، أما في حالة بولي ومولي، فقد تم استخدام خلايا الأرومة الليفية.

## الخلفية
قبل استنساخ بولي ومولي، كانت الطريقة الوحيدة لاستنساخ الحيوانات المعدلة وراثيًا هي الحقن المكروي للحمض النووي الريبوزي منقوص الأكسجين في طليعة نواة الخلية البيضية المُلقّحة (البويضات). وبالرغم من ذلك، نجحت نسبة قليلة فقط من الحيوانات في دمج الحمض النووي الريبوزي منقوص الأكسجين الذي تم حقنه في جينومها. وفي الحالات النادرة التي يتم فيها دمج المعلومات الوراثية الجديدة، يكون نمط ظهور البروتين المعدل جينيًا الذي تم حقنه متغيرًا بسبب الدمج العشوائي. ولأن لهذة الأبحاث عدة اهداف، منها على سبيل المثال إنتاج حيوان يحتوي على مستوى عالٍ من أحد البروتينات في اللبن، يعتبر الحقن المكروي إجراءً مكلفًا جدًا ولا يُنتج الحيوان المرغوب فيه دائمًا.
ففي الفئران، يوجد خيار إضافي للنقل الجيني وهو غير متاح في الحيوانات الأخرى. حيث تعمل الخلايا الجزعية الجنينية على توفير وسيلة لنقل الحمض النووي الريبوزي منقوص الأكسجين الجديد إلى الخط الإنتاشي. كما تسمح بإجراء تعديلات جينية دقيقة من خلال استهداف الجين. ويمكن انتقاء الخلايا الجزعية الجنينية المعدلة في المختبر قبل أن تنتقل التجربة فيما بعد لمرحلة إنتاج الحيوان. كذلك، لم يتم عزل الخلايا الجزعية الجينية القادرة على المساهمة في الخط الإنتاشي لأنواع الماشية؛ مثل الخروف.
لقد أثبت استنساخ النعجة دولي وكذلك ميجان ومورجان، الخروفان اللذان أديا إلى استنساخ النعجة دولي، أنه من الممكن استنساخ خروف قادر على البقاء عن طريق النقل النووي من العديد من أنواع الخلايا الجسدية التي تم زرعها في المختبر. ومثلت بولي ومولي الخطوة المتقدمة التي تمت فيها زراعة الخلايا الجسدية في المختبر، كما في حالة الخروف السابقة. ومع ذلك، ففي هذه الحالة؛ تم دمج الحمض النووي مع حمض نووي ريبوزي منقوص الأكسجين غريب، وتم اختيار الخلايا المنقولة التي تم فيها دمج قطعة المعلومات الوراثية الجديدة باستقرار. ثم تم نقل نواة هذه الخلايا الجسدية إلى خلية بيضية فارغة، كما في عملية النقل النووي، وتم استخدام ذلك الأسلوب في إنتاج العديد من الحيوانات المعدلة وراثيًا. وتم استخدام خلايا من النوع PDFF. وقد تنتج خلايا PDFF5 حيوانات ذكورًا، ولا يتم تحويلها. أما خلايا النوع PDFF2، فأنتجت حيوانات إناثًا وتم تحويلها. ونتيجة لهذا الحمل، وُلد ثلاثة حيوانات من خلايا PDFF2، وقد نجا اثنان في مرحلة الولادة؛ وهما 7LL8 و7LL12. وتم نقل المادة الوراثية لهذه الحيوانات، إلا أنها كانت تحتوي على واصمة جينية وليس الجين المستنسخ المرغوب. وتم تسمية هذين الحيوانين «هولي» و«أولي». كما أنتجت فصيلتان أخرتان من الإناث، التي تنتج خلايا PDFF2وPDFF2-12 وPDFF2-13، حيوانات تحتوي على الخلية المرغوبة بالإضافة إلى الواصمة الجينية. ومن ضمن هذه الحيوانات، الحملان 7LL12 و7LL15 و7LL13 التي ولدت حية وبصحةٍ جيدة. وتم تسمية اثنين منهم بولي ومولي.

## الجين المنقول
لقد صمم الجين المنقول الذي تم إدخاله في الخلايا الجسدية المانحة للتعبير عن بروتين التخثر البشري العامل 9 في لبن الأغنام. ويلعب هذا البروتين دورًا أساسيًا في تخثر الدم، ويؤدي نقصه إلى الإصابة بمرض الهيموفيليا ب، والذي يتطلب علاجه تسريبًا وريديًا من العامل 9. وقد يوفر إنتاج هذا البروتين في لبن المواشي، من خلال العملية المعروفة باسم الصيدلة البيولوجية، مصدرًا لهذا البروتين العلاجي، مما يعمل على خفض التكلفة ويحد من خطر العدوى المُحتملة المتعلقة بالمصدر الحالي لهذا البروتين (الدم البشري).